# Esviatopolco I de Kiev
Esviatopolco I Vladimiroviche (em antigo eslavo oriental: Свѧтоплъкъ; romaniz.: Svętoplŭkŭ; c.  980, Novogárdia – 1019, "Entre os Lecos e os Checos" (provavelmente em Beréstia)), também chamado Esviatopolco, o Maldito ou o Príncipe maldito (em russo:  Святополк Окаянный, em ucraniano:  Святополк Окаянний), foi príncipe de Turov de 988 a 1015 e grão-príncipe de Kiev de 1015 a 1019. Ele ganhou seu apelido após supostamente assassinar seus irmãos, Bóris e Glebo, durante sua tentativa de assumir o trono. Sua responsabilidade real é contestada por historiadores.
A família Esviatopolco-Mirski de origem ruríquida atribui sua descendência a Esviatopolco. O czar Pedro, o Grande, reconheceu sua descendência durante seu reinado.